# Viettessa
Viettessa is een geslacht van vlinders van de familie grasmotten (Crambidae).

## Soorten
- V. bethalis (Viette, 1958)
- V. margaritalis (Hampson, 1899)
- V. villiersi (Marion, 1957)